# 科里特尼克山
科里特尼克山是位于阿尔巴尼亚与科索沃交界处的一座山，在库克斯与普里兹伦之间。